# Fondazione Arnoldo e Alberto Mondadori
La Fondazione Arnoldo e Alberto Mondadori, conosciuta anche come Fondazione Mondadori, è un'istituzione culturale fondata nel 1979 dagli eredi di Arnoldo Mondadori e Alberto Mondadori dedicata a «conservare e valorizzare la memoria del lavoro editoriale italiano e dei suoi protagonisti».

## Attività
La Fondazione organizza iniziative per tramandare la memoria di Arnoldo e Alberto Mondadori attraverso la catalogazione, l'aggiornamento e la pubblicazione dell'archivio storico, delle case editrici Arnoldo Mondadori Editore e il Saggiatore, oltre che la salvaguardia e la valorizzazione delle fonti archivistiche e documentarie relative ad esse e dell'attività del mondo editoriale in generale. Si propone inoltre come attore nella formazione in campo editoriale e culturale, nella diffusione della lettura, negli studi sulla storia dell'editoria, filologici, letterari, saggistici e delle scienze umane.
Dal 2012 è tra i promotori della manifestazione culturale BookCity Milano.

## Archivio
La fondazione conserva l'archivio storico Arnoldo Mondadori Editore (AME) e ha una consistenza complessiva di oltre 60.000 buste con documentazione prodotta a partire dal 1891 al 2008. Nel 2009 ha dato vita a un progetto di censimento degli archivi editoriali della Lombardia.

## Biblioteca
La fondazione conserva anche la Biblioteca storica della Mondadori, una raccolta di oltre 50.000 volumi relativa alla produzione libraria del marchio, dal 1912 agli anni recenti.

## Pubblicazioni
La fondazione ha collaborato alla pubblicazione, insieme al Saggiatore, delle Tirature curate da Vittorio Spinazzola.